# Азурара (Вила-ду-Конде)
Азурара (порт. Azurara) — населённый пункт и район в Португалии, входит в округ Порту. Является составной частью муниципалитета Вила-ду-Конде. Находится в составе крупной городской агломерации Большой Порту. По старому административному делению входил в провинцию Дору-Литорал. Входит в экономико-статистический субрегион Большой Порту, который входит в Северный регион. Население составляет 2305 человека на 2011 год. Занимает площадь 2,11 км².
Покровителем района считается Дева Мария (порт. Santa Maria).

## История
Район основан в 1457 году

## Население
| Население Азазура (по годам) | Население Азазура (по годам) | Население Азазура (по годам) | Население Азазура (по годам) | Население Азазура (по годам) | Население Азазура (по годам) | Население Азазура (по годам) |
| 1878                         | 1890                         | 1900                         | 1911                         | 1920                         | 1930                         | 1940                         |
| ---------------------------- | ---------------------------- | ---------------------------- | ---------------------------- | ---------------------------- | ---------------------------- | ---------------------------- |
| ▲1 093                       | ▼1 035                       | ▲947                         | ▲999                         | ▲1 002                       | ▲1 012                       | ▲1 182                       |
| 1950                         | 1960                         | 1970                         | 1981                         | 1991                         | 2001                         | 2011                         |
| ▲1 261                       | ▲1 326                       | ▼1 309                       | ▲1 536                       | ▲1 794                       | ▲2 102                       | ▲2 305                       |